# Торговый дом Р. Б. Левинсона
Торговый дом Р. Б. Левинсона – здание в Тверском районе Центрального административного округа города Москвы, расположенное по адресу Большая Дмитровка, д. 32. Здание является объектом культурного наследия регионального значения .

## История
История дома начинается в 1901 году, когда участок земли с постройками на нем приобрел видный торговец мебелью, потомственный почётный гражданин Рафаил Борисович Левинсон (Левиссон), и по проекту А. Э. Эрихсона (в сотрудничестве с И. А. Германом) начинается возведение здания: состоящего их трех этажей доходного дома, на первом этаже которого были размещены торговые помещения, осуществляющих, главным образом, торговлю лесом.
Дом был построен в стиле модерн, современники отмечали влияние венской архитектуры. Дом был реконструирован в 1930-х годах, когда был надстроен верхний этаж. Архитектурными особенностями здания являются декоративное оформление фасадов с использованием керамической плитки и лепнины, сводчатые потолки подвальных помещений, парадная лестница с коваными ограждениями, а также некоторые элементы первоначальной отделки интерьеров.
10 декабря 1910 года в салоне дома открылась первая инаугурационная выставка художественного объединения Бубновый валет, в которой участвовали Михаил Ларионов, Наталья Гончарова, Аристарх Лентулов, Илья Машков, Пётр Петрович Кончаловский, Казимир Малевич, Василий Кандинский, Александра Экстер и другие. Выставка продлилась до 16 января 1911 года и была расценена современниками как «пощечина общественному вкусу». 
7 февраля 1913 года в художественном салоне дома открылась Третья выставка художественного объединения Бубновый валет, в которой участвовали Александра Экстер, Петр Кончаловский, Илья Машков, Куприн, Александр Васильевич, Аристарх Лентулов, Адольф Мильман, Василий Рождественский, Владимир Татлин, Роберт Фальк, Виктор Савинков, Давид Бурлюк и его брат Владимир Бурлюк, Алексей Гритченко, Пабло Пикассо и Жорж Брак, Анри Руссо, Морис де Вламинк, Андре Дерен, Анри Ле Фоконье, Поль Синьяк, Альбер Марке, швейцарско-французский художник Феликс Валлоттон, латвийско-французский Фредерик Фибиг, голландские ван Донген, Конрад Кикерт, Лодевейк Шелфхаут, чешский Отакар Кубин. Выставка проходила до 7 марта 1913 г. 
В 1946 году в здании открылся магазин мебели и ковров (оформление интерьеров выполнено по проекту архитекторов Р. Семерджиева, В. Руссака и художника Б. Лорана). В дальнейшем он был известен как мебельный магазин «Мосмебельторга». В 2000-е годы здание торгового дома было приспособлено для торговли автомобилями, при этом значительная часть элементов интерьера была утрачена. Впоследствии в здании размещался аппарат политической партии «Справедливая Россия».